# Reprezentacja Urugwaju w rugby union mężczyzn
Reprezentacja Urugwaju w rugby union mężczyzn – zespół rugby union, biorący udział w imieniu Urugwaju w meczach i sportowych imprezach międzynarodowych, powoływany przez selekcjonera, w którym mogą występować wyłącznie zawodnicy posiadający obywatelstwo tego kraju, mieszkający w nim, bądź kwalifikujący się ze względu na pochodzenie rodziców lub dziadków. Za jego funkcjonowanie odpowiedzialny jest Unión de Rugby del Uruguay, członek World Rugby oraz Sudamérica Rugby.
Pierwszy pojedynek międzynarodowy zespół stoczył w 1948 roku. Urugwajska kadra gra w błękitnych koszulkach oraz czarnych spodenkach. W logotypie reprezentacji znajduje się wizerunek czajki miedzianej, przez co kadrę określa się przydomkiem Los Teros.
Drużyna trzykrotnie awansowała do Pucharu Świata w 1999, 2003 i 2015 roku. W 1999 i 2003 Urugwajczycy wygrali po jednym spotkaniu – odpowiednio z Hiszpanią 27:15 i Gruzją 24:12.
W 1981 roku Urugwajczycy zwyciężyli w rozgrywkach o mistrzostwo Ameryki Południowej – był to jedyny jak dotąd przypadek, w którym złotego medalu nie zdobyli Argentyńczycy. W pozostałych 36 edycjach Teros 28 razy byli drudzy, a 8 razy trzeci na kontynencie. Jak dotąd Urugwajczycy w oficjalnym turnieju nie pokonali Argentyny (Pumas nie wzięli udziału w mistrzostwach w 1981 roku).

## Udział w międzynarodowych turniejach

### Udział wPucharze Świata
| Rok  | Kwalifikacje            | Wynik        |
| ---- | ----------------------- | ------------ |
| 1987 | Nie brała udziału       | –            |
| 1991 | Nie brała udziału       | –            |
| 1995 | Nie zakwalifikowała się | –            |
| 1999 | Awans                   | Faza grupowa |
| 2003 | Awans                   | Faza grupowa |
| 2007 | Nie zakwalifikowała się | –            |
| 2011 | Nie zakwalifikowała się | –            |
| 2015 | Awans                   | Faza grupowa |
| 2019 |                         |              |

### Udział wmistrzostwach Ameryki Południowej
| Rok  | Wynik |
| ---- | ----- |
| 1951 | 2.    |
| 1958 | 3.    |
| 1961 | 3.    |
| 1964 | 3.    |
| 1967 | 3.    |
| 1969 | 3.    |
| 1971 | 3.    |
| 1973 | 2.    |
| 1975 | 3.    |
| 1977 | 2.    |

| Rok  | Wynik |
| ---- | ----- |
| 1979 | 2.    |
| 1981 | 1.    |
| 1983 | 2.    |
| 1985 | 2.    |
| 1987 | 2.    |
| 1989 | 2.    |
| 1991 | 2.    |
| 1993 | 2.    |
| 1995 | 2.    |
| 1997 | 2.    |

| Rok  | Wynik |
| ---- | ----- |
| 1998 | 2.    |
| 2000 | 2.    |
| 2001 | 2.    |
| 2002 | 2.    |
| 2003 | 2.    |
| 2004 | 2.    |
| 2005 | 2.    |
| 2006 | 2.    |
| 2007 | 2.    |
| 2008 | 2.    |

| Rok  | Wynik |
| ---- | ----- |
| 2009 | 2.    |
| 2010 | 2.    |
| 2011 | 3.    |
| 2012 | 2.    |
| 2013 | 2.    |
| 2014 | 2.    |
| 2015 | 2.    |